# Pig - Il piano di Rob
Pig - Il piano di Rob (Pig) è un film del 2021 scritto e diretto da Michael Sarnoski, qui al suo esordio alla regia di un lungometraggio.

## Trama
Rob Feld è un ex chef di Portland che passa le giornate in totale solitudine a raccogliere tartufi. Vivendo in una capanna nel profondo delle foreste dell'Oregon, va a caccia di tartufi con l'aiuto del suo pregiato maiale da caccia per poi venderli ad Amir, un giovane e inesperto fornitore di ingredienti di lusso per ristoranti di alta fascia. Una notte, Rob viene aggredito da alcuni vandali che rubano il porcello. Si rivolge perciò ad Amir, che lo aiuta a localizzare un gruppo di tossicodipendenti sospettati da un altro tartufaio locale di essere i colpevoli. Dicono di aver dato il maiale a qualcuno di Portland.
Rob e Amir si recano a Portland e si infiltrano in un anello di combattimento sotterraneo gestito da Edgar, una vecchia conoscenza di Rob, che fornisce un altro indizio sul luogo in cui si trova il maiale. Seguendo l'esempio di Edgar, Rob chiede ad Amir di assicurarsi una prenotazione all'Euridice, un ristorante di alta cucina alla moda. Nel frattempo, Rob visita la casa in cui viveva con sua moglie Laurie, la cui morte ha costretto Rob a ritirarsi dalla società.
Al ristorante Euridice, Rob chiede di incontrare il suo capo chef, Derek, un ex cuoco di preparazione al ristorante di Rob. Quest'ultimo critica Derek per aver aperto un ristorante contemporaneo piuttosto che il pub che ha sempre voluto gestire. Sopraffatto dal ricordo del suo sogno e dalla realtà delle sue circostanze attuali, Derek confessa che il ricco padre di Amir, Darius, sta dietro al furto del maiale, avendo appreso della sua esistenza da Amir. Rob conclude con rabbia la sua collaborazione con Amir prima di affrontare a casa sua Darius, il quale, trovandosi faccia a faccia con Rob, gli promette 25.000 dollari in cambio del maiale minacciando di ucciderlo se dovesse continuare la sua ricerca.
Amir va a trovare la madre, che è ancora viva anche se in coma, e quindi va a casa di Darius e dà un passaggio a Rob. Quest'ultimo gli rivela che non rivuole il maiale per cercare i tartufi, visto che li trova studiando gli alberi, ma perché vi si è affezionato.
Rob prepara a Darius la stessa cena che gli aveva servito anni prima, e quest'ultimo si commuove  confessandogli che il maiale è morto a causa delle ferite causategli dai ragazzi che lo avevano rubato.
Rob si chiede se sarebbe stato più saggio non cercare di recuperare il maiale, visto che in questo modo non avrebbe saputo della sua morte, ma Amir gli fa notare che questo non avrebbe cambiato il destino dell'animale.
Lo accompagna a casa, e qui Rob si lava la faccia ancora insanguinata e si mette ad ascoltare una registrazione che Lori gli aveva regalato per il suo compleanno di lei che canta I'm on Fire di Bruce Springsteen.

## Produzione
Le riprese del film sono cominciate il 23 settembre 2019 a Portland, nell'Oregon, e sono durate 20 giorni.

## Distribuzione
Il film è uscito nelle sale cinematografiche statunitensi il 16 luglio 2021. In Italia è uscito direttamente sul servizio video on demand il 15 settembre.

## Accoglienza

### Incassi
Il film ha incassato in tutto negli Stati Uniti 3186668 $, mentre a livello globale 3761094 $.

### Critica
Il film è stato acclamato da critica e pubblico. In particolare è stata elogiata la performance di Nicolas Cage e sul sito Rotten Tomatoes riporta un punteggio del 97% basato su 274 recensioni professionali descrivendolo come «una bellissima odissea di perdita e amore».
Su Metacritic il film registra un punteggio di 82/100 basato su 39 giudizi professionali.

## Riconoscimenti
- 2022 - Razzie Awards
  - Candidatura al Razzie Redeemer Award a Nicolas Cage

- 2022 - Critics' Choice Movie Awards
  - Candidatura al miglior attore a Nicolas Cage

- 2022 - Online Film Critics Society
  - Miglior sceneggiatura originale a Michael Sarnoski e Vanessa Block
  - Candidatura per il miglior film
  - Candidatura per il miglior attore a Nicolas Cage
  - Candidatura per la miglior opera prima a Michael Sarnoski

- 2022 - San Diego Film Critics Society Awards
  - Miglior attore a Nicolas Cage
  - Candidatura per la miglior sceneggiatura originale a Michael Sarnoski e Vanessa Block

- 2021 - St. Louis Film Critics Association
  - Miglior attore a Nicolas Cage
  - Candidatura per la miglior sceneggiatura originale a Michael Sarnoski e Vanessa Block

- 2021 - Washington D.C. Area Film Critics Association
  - Candidatura al miglior attore a Nicolas Cage

- 2021 - Florida Film Critics Circle
  - Migliore opera prima
  - Candidatura al miglior attore a Nicolas Cage

- 2021 - Gotham Independent Film Awards
  - Miglior film

- 2021 - Chicago Film Critics Association
  - Miglior regista rivelazione a Michael Sarnoski
  - Candidatura per il miglior attore a Nicolas Cage
  - Candidatura per la migliore sceneggiatura originale a Michael Sarnoski